# 兰州战役旧址
兰州战役旧址，位于中国甘肃省兰州市城关区，为一个省级文物保护单位，包括城关区营盘岭和七里河区沈家岭、狗娃山等地，类型为近现代重要史迹及代表性建筑。
兰州战役旧址的历史年代为1949年。